# Microsoft Query
Microsoft Query — це візуальний метод створення запитів до бази даних за допомогою прикладів на основі текстового рядка, імені документа або списку документів. Система QBE перетворює введені користувачем дані у офіційний запит до бази даних за допомогою мови структурованих запитів (SQL) на серверній частині, що дозволяє користувачеві виконувати потужні пошукові запити без необхідності явно складати їх у SQL і навіть не знати SQL. Він походить від оригінального Query by Example (QBE) Моше М. Злуфа, реалізованого в середині 1970-х років у Дослідницькому центрі IBM в Йорктауні, Нью-Йорк. У контексті Microsoft Access QBE використовується для ознайомлення студентів із запитами до бази даних, а також як зручна система керування базами даних для малого бізнесу. Microsoft Excel дозволяє вбудовувати результати запитів QBE в електронні таблиці.